# Ren Suxi
Ren Suxi (chiń. upr. 任素汐; pinyin Rèn Sùxī; ur. 1 czerwca 1988 w Yantai w prowincji Szantung) – chińska aktorka.

## Filmografia

### Filmy fabularne
- 2006 Di ba ge niren (ang. The Eighth Clay Man )
- 2016 Lu de shui (ang. Mr. Donkey) jako Zhang Yiman
- 2017 Tizhe xin diaozhe dan (ang. Absurd Accident) jako panna Gu
- 2018 Wu Ming Zhi Bei (ang. A Cool Fish) jako Ma Jiaqi
- 2019 Yinhe buxi ban (ang. Looking Up) jako Xin Yu
- 2019 Wo he wo de zuguo (ang. My People, My Country) jako Fang Min
- 2019 Ban ge xiju (ang. Almost a Comedy) jako Momo
- 2020 Tong wang chuntian di lieche (ang. A Road to Spring) jako Su Fang
- 2021 Huilang ting (ang. The Murder in Kairotei) jako Zhou Yang
- 2021 Xun han ji (ang. Miss Mom) jako Wang Zhao
- 2021 You yidian dongxin (ang. Tempting Hearts) jako Chen Ran

### Seriale telewizyjne
- 2008  Tian Tian Xiang Shang  (ang. Day Day Up)
- 2018 Huan le zhi cheng (ang. PhantaCity)
- 2021 Bei zhe nan yuan (ang. Crossroad Bistro)
- 2021 Wo zai taxiang ting hao de (ang. Remembrance of Things Past)

## Nagrody
Shanghai Film Critics Awards
- 2016 – wygrana w kategorii najlepsza aktorka pierwszoplanowa za rolę w filmie Mr. Donkey

Tencent Video Star Award
- 2016 – wygrana w kategorii najlepsza aktorka pierwszoplanowa za rolę w filmie Mr. Donkey

WenRong TV Award 
- 2019 – wygrana w kategorii najlepsza aktorka pierwszoplanowa za rolę w filmie My People, My Country

Huading Awards
- 2020 – wygrana w kategorii najlepsza aktorka pierwszoplanowa za rolę w filmie Almost a Comedy[3]

Festiwal Filmowy w Changchun
- 2020 – wygrana w kategorii najlepsza aktorka pierwszoplanowa za rolę w filmie Almost a Comedy[4]